# Eucarpia communis
Eucarpia communis är en insektsart som först beskrevs av Frederick Arthur Godfrey Muir 1913.  Eucarpia communis ingår i släktet Eucarpia och familjen kilstritar.
Artens utbredningsområde är Singapore. Inga underarter finns listade i Catalogue of Life.